# ダニー・ソーシド
ダニー・ソーシド (Danny Saucedo、1986年2月25日 - )は、スウェーデン・ストックホルム出身の男性歌手。別名ダニー(Danny)。

## 略歴
スウェーデンの首都ストックホルムのセーデルマルム出身。2006年に行われたオーディション音楽番組アイドル2006に出場し総合第6位の成績を収め、同年にトミー・ニルソンのカバー曲であるシングル「ウップナ・ディン・ドル」を同番組関連のプロダクツとして発売し、本格的に歌手としてデビューした。
その後、ソニー・ミュージック・スウェーデンと契約。2007年5月にはデビューアルバム「ハート・ビーツ」を発売しチャート1位を記録した。その後、彼が発売した3枚のシングルがスウェーデン国内でチャート1位を記録。3枚目のシングル「イフ・オンリー・ユー」はロシアとポーランドでチャート1位を記録し、スウェーデンのチャートでも3位まで上昇した。これはイギリスで発売された彼の初めてのシングルでもあった。
ソーシドは同時に、以前のアイドル出場者であったエリック・セゲシュテッドとマティアス・アンドレアソンとから構成される3人組の男性ポップグループE.M.D.のメンバーでもあった。グループは2007年から2010年まで活動していた。
2008年、彼はダンスリアリティ番組であるレッツ・ダンス2008に参加した。同年9月にはグラスゴーで行われたユーロビジョン・ダンス・コンテストにプロダンサーのジャネット・カールソンと参加し、第12位という結果を残した。
ユーロビジョン・ソング・コンテストのスウェーデン国内代表を決めるメロディーフェスティバーレンにはソロアーティスト及びE.M.D.のメンバーとして合計3回出場した。2009年にはE.M.D.のメンバーとして「ベイビー・グッバイ」を歌い地区予選を第1位で通過し決勝へ進出して総合第3位、2011年はソロで「イン・ザ・クラブ」を歌い地区予選第1位で通過し決勝に進出、総合第2位であった。2012年には「アメージング」を歌い地区予選第1位で通過し決勝に進出、再び総合第2位に終わった。また、2013年にはジーナ・ディラウィと共に司会を務めている。
彼はヴェルヴェットとリンダ・ヴェンツィンによる「ヴィクトリアス」のミュージック・ビデオに出演しているほか、作曲家としてアルカサーやパルスに曲を提供した。

## 人物
父親はポーランド人、母親はボリビア人である。流暢なスペイン語を話すことができる。
5歳で合唱団のメンバーに加わり、16歳でストックホルムにあるアドルフ・フレデリック音楽学校、リラ・アカデミアンという2つの音楽学校へ同時に通っていた。その頃初めてのソウル・ファンク・ポップバンドである「Raggabousch」を結成し、学校で1番の人気を獲得。高校時代から曲を書き始めた。
マイケル・ジャクソン、ジャスティン・ティンバーレイク、ジョージ・マイケル、ブライアン・マックナイト、エルヴィス・プレスリー、ロビン・シックなどを好きなアーティストに挙げている。

## ディスコグラフィー

### ソロアーティスト

#### アルバム
| 年   | アルバム | 最高順位(SWE) |
| ---- | --- | ------------- |
| 2007 | ハート・ビーツ (Heart Beats)                                                                                            | 1             |
| 2008 | セット・ユア・ボディー・フリー (Set Your Body Free)                                                                     | 2             |
| 2011 | イン・ザ・クラブ (In the Club)                                                                                          | 3             |
| 2015 | フー・ヴァッ・ドゥ・セイェル・メン・ヨー・ハル・グレム・ヴァッ・ドゥ・ソ (Hör vad du säger men jag har glömt vad du sa) | 3             |

#### シングル
| 年   | シングル | 最高順位 | 最高順位 | 最高順位 | 最高順位 | アルバム                                                                 |
| 年   | シングル | SWE      | FIN      | TUR      | EUR      | アルバム                                                                 |
| ---- | --- | -------- | -------- | -------- | -------- | ------------------------------------------------------------------------ |
| 2006 | ウップナ・ディン・ドル (Öppna din dörr)                                                                                 | 24       | —        | —        | —        | デット・ベスタ・フローン・アイドル・2006 (Det bästa från Idol 2006)      |
| 2007 | トーキョー (Tokyo) | 1        | 9        | —        | —        | ハート・ビーツ                                                           |
| 2007 | プレイ・イット・フォー・ザ・ガールズ (Play It for the Girls)                                                            | 1        | —        | —        | 34       | ハート・ビーツ                                                           |
| 2007 | イフ・オンリー・ユー (If Only You)                                                                                      | 3        | 9        | —        | 73       | ハート・ビーツ                                                           |
| 2007 | ヘイ(アイブ・ビーン・フィーリング・カインド・オブ・ロンリー) (Hey (I've Been Feeling Kind of Lonely))                   | —        | —        | —        | —        | ハート・ビーツ                                                           |
| 2008 | レディオ (Radio) | 1        | —        | 132      | —        | セット・ユア・ボディー・フリー                                           |
| 2008 | ニード・トゥー・ノウ (Need to Know)                                                                                     | 39       | —        | —        | —        | セット・ユア・ボディー・フリー                                           |
| 2008 | オール・オン・ユー (All on You)                                                                                         | 1        | —        | —        | —        | セット・ユア・ボディー・フリー                                           |
| 2008 | エメリー (Emely) | —        | —        | —        | —        | セット・ユア・ボディー・フリー                                           |
| 2008 | ジャスト・ライク・ザット (Just Like That)                                                                               | —        | —        | —        | —        | セット・ユア・ボディー・フリー                                           |
| 2011 | イン・ユア・アイズ (In Your Eyes)                                                                                       | —        | —        | —        | —        | イン・ザ・クラブ                                                         |
| 2011 | イン・ザ・クラブ (In the Club)                                                                                          | 2        | —        | 41       | —        | イン・ザ・クラブ                                                         |
| 2011 | トゥナイト (Tonight) | 28       | —        | —        | —        | イン・ザ・クラブ                                                         |
| 2012 | アメージング (Amazing)                                                                                                  | 2        | —        | 70       | —        | アルバム未収録                                                           |
| 2012 | オール・イン・マイ・ヘッド (All In My Head)                                                                             | 18       | —        | 121      | —        | アルバム未収録                                                           |
| 2012 | デリシャス (Delirious)                                                                                                  | —        | —        | —        | —        | アルバム未収録                                                           |
| 2013 | トド・エル・ムンド(ダンシング・イン・ザ・ストリート) (Todo El Mundo (Dancing In The Streets))                           | —        | —        | 50       | —        | アルバム未収録                                                           |
| 2015 | ブリネル・イ・ブロステット (Brinner i bröstet)                                                                          | 14       | —        | —        | —        | フー・ヴァッ・ドゥ・セイェル・メン・ヨー・ハル・グレム・ヴァッ・ドゥ・ソ |
| 2015 | ドル・フォル・デイ (Dör för dig)                                                                                        | 2        | —        | —        | —        | フー・ヴァッ・ドゥ・セイェル・メン・ヨー・ハル・グレム・ヴァッ・ドゥ・ソ |
| 2015 | ソー・ソム・イ・ヒムレン （Så som i himlen）                                                                            | 27       | —        | —        | —        | フー・ヴァッ・ドゥ・セイェル・メン・ヨー・ハル・グレム・ヴァッ・ドゥ・ソ |
| 2016 | フー・ヴァッ・ドゥ・セイェル・メン・ヨー・ハル・グレム・ヴァッ・ドゥ・ソ (Hör vad du säger men jag har glömt vad du sa) | 66       | —        | —        | —        | フー・ヴァッ・ドゥ・セイェル・メン・ヨー・ハル・グレム・ヴァッ・ドゥ・ソ |
| 2016 | スナッケット・ポー・スタン (Snacket på stan)                                                                            | 12       | —        | —        | —        | アルバム未収録                                                           |

### E.M.D.
E.M.D.は2010年後半に解散した。

#### アルバム
- 2008年: ア・ステート・オブ・マインド (A State of Mind)
- 2009年: ア・ステート・オブ・マインド(デラックス・エディション (A State of Mind (Deluxe Edition))
- 2009年: ヴェルコメン・ヘム (Välkommen hem)
- 2010年: リワインド (Rewind)

#### シングル
- 2007年: オール・フォー・ラヴ (All for Love)
- 2008年: ジェニー・レット・ミー・ラヴ・ユー (Jennie Let Me Love You)
- 2008年: アローン (Alone)
- 2009年: ベイビー・グッバイ (Baby Goodbye)
- 2009年: ヤングブラッド (Youngblood)
- 2009年: ヴェルコメン・ヘム (Välkommen hem)
- 2010年: セーブ・トゥナイト (Save Tonight)
- 2010年: ワット・イズ・ラヴ (What Is Love)